# نورتویچ
latitudeنورتویچlongitudeنورتویچplus.com]
}}
نورتویچ (به انگلیسی: Northwich) یک منطقهٔ مسکونی در انگلستان است که در شمال غربی انگلستان واقع شده‌است.

## خصوصیات
نورتویچ ۱۹٬۲۵۹ نفر جمعیت دارد.